# (9901) 1997 NV
A (9901) 1997 NV a Naprendszer kisbolygóövében található aszteroida. Klet fedezte fel 1997. július 1-jén.